# والنتینو: آخرین امپراتور
والنتینو: آخرین امپراتور (به انگلیسی: Valentino: The Last Emperor) یک فیلم در ژانر مستند دربارهٔ زندگی والنتینو طراح مد ایتالیایی و مؤسس برند و کمپانی والنتینو اس‌پی‌ای است.

## بازیگران
- والنتینو
- تام فورد
- گوئینت پالترو
- کلودیا شیفر
- متیو برودریک
- مایکل کین
- جوآن کالینز
- ان هتوی
- سارا جسیکا پارکر
- اوما تورمن
- ژاکلین کندی اوناسیس
- کارل لاگرفلد
- آنا وینتور
- جورجو آرمانی